# University of Wisconsin Press
University of Wisconsin Press (UW Press) és una editorial universitària dels Estats Units associada a la Universitat de Wisconsin. Publica llibres i revistes avaluats per experts. Treu obres d'estudiosos de la comunitat acadèmica global i obres de ficció, memòries i poesia sota el peu d'impremta Terrace Books. Serveix els ciutadans de Wisconsin amb la publicació de llibres importants sobre Wisconsin, l'Upper Midwest i la regió dels Grancs Llacs.
Atorga anualment el Premi Brittingham de Poesia, el Premi Felix Pollak de Poesia, i el Premi Four Lakes de Poesia.
Fou fundada el 1936 a Madison i és un d'entre més de 120 membres de l'Association of American University Presses. La Divisió de Revistes fou creada el 1965. Té uns 25 treballadors a temps complet i parcial, treu entre 40 i 60 llibres nous a l'any i publica 11 revistes. Així mateix, distribueix llibres i un grapat de revistes anuals en nom de certes editorials més petites.